# Claude Carliez
Claude Carliez (Nancy, 10 de enero de 1925 - 17 de mayo de 2015) fue un maestro de armas y espadachín francés. Primer presidente del Sindicato de Especialistas de Doblajes Francés, (Syndicat des Cascadeurs Français), él fue, junto con Rémy Julienne, quien hizo de esta actividad una profesión. 
Desde Jean Marais, pasando por Jean-Paul Belmondo, y Alain Delon, ha sido el coordinador de los especialistas de cine de la mayoría de sus películas, colaboró en numerosas producciones extranjeras, de las cuales dos fueron de James Bond. Fue así mismo guionista de una película con Jean Marais y Marie-Jose Nat, Le Paria (1968).
Durante una docena de años, participó activamente dando nuevos aires a la Academia de Armas de Francia, de la cual fue presidente. Particularmente conocido en los medios del espectáculo y del cine por haber arreglado numerosos combates de esgrima en las películas de capa y espada, así como múltiples escenas de especialistas en el cine Francés.
Claude Carliez es Caballero de las Artes y las Letras; («Ordre des Arts et des Lettres») condecoración honorífica francesa instituida el 2 de mayo de 1957 y otorgada por el Ministerio de Cultura de Francia; es además padre de Michel Carliez gran especialista de cine de acción Francés.